# Chapelle Saint-Pierre de Lucéram
La chapelle Saint-Pierre est une chapelle catholique située en France sur la commune de Lucéram, dans le département des Alpes-Maritimes en région Provence-Alpes-Côte d'Azur.
Elle fait l’objet d'une inscription au titre des monuments historiques depuis le 12 décembre 2005.

## Localisation
La chapelle est située dans le département français des Alpes-Maritimes, sur la commune de Lucéram.

## Historique
La chapelle appartient à la confrérie des Pénitents noirs fondée en 1558.
La chapelle, devenue trop petite, a été reconstruite en 1780 sur les plans d'un certain Gioffredo. Le décor intérieur a été peint en 1847.
Le panneau peint représentant les saints Paul et Pierre, classé en 1918, a été déposé dans l'église paroissiale Sainte-Marguerite.
L'édifice est inscrit au titre des monuments historiques le 12 décembre 2005.

## Présentation
Le plan extérieur de la chapelle est rectangulaire animé par une façade courbe percée d'une ouverture en forme de trèfle, surmontée d'un fronton triangulaire. La chapelle possède un clocher avec dôme à impérial et tuiles vernissées.
À l'intérieur, la nef est de forme elliptique, couronnée par une d'une coupole circulaire, et donnant sur un chœur demi-circulaire, voûté en cul-de-four.